# Gastrochilus nanchuanensis
Gastrochilus nanchuanensis är en orkidéart som beskrevs av Zhan Huo Tsi. Gastrochilus nanchuanensis ingår i släktet Gastrochilus och familjen orkidéer. Inga underarter finns listade i Catalogue of Life.